# (9667) Amastrinc
(9667) Amastrinc est un astéroïde de la ceinture principale.

## Description
(9667) Amastrinc est un astéroïde de la ceinture principale. Il fut découvert le 29 avril 1997 à Kitt Peak par le projet Spacewatch. Il présente une orbite caractérisée par un demi-grand axe de 2,44 UA, une excentricité de 0,18 et une inclinaison de 2,4° par rapport à l'écliptique.

## Compléments